# 二度寝
二度寝（にどね）は、目覚めた後に間を置かずにもう一度寝てしまうことを指す。

## 概要
二度寝は、主に冬の早朝に起こる。「眠りの浅いレム睡眠時、完全に目が覚めた状態ではなく『まどろんでいる』とき」という条件が、発生には必要である。
「二度寝すると非常に気持ちいい」という報告があるが、石原務などによる研究により、「浅い睡眠状態であり、聴覚などが浅く遮断される。その結果、身体が浮き上がるような快感を得ることができる。」というメカニズムがあるとされた。

## 防ぐには
- 二度寝を防ぐにはなるべく早寝をすることが一番である。十分に睡眠できていない状態で起きてしまうと、再度眠りに落ちる危険性が高まってしまう。しかし、十分に睡眠をとっている状態でも二度寝は起こる可能性がある。
- スヌーズ機能と呼ばれる、一旦アラームを止めても数分後にまた鳴り出す機能を搭載した目覚まし時計を使用する。しかし、誤ってスヌーズ機能自体を解除してしまう場合、スヌーズ機能を解除するのを忘れたまま外出してしまい、家人の居ないままアラームが鳴り続ける場合、ないしはスヌーズ機能自体に頼り切って二度寝三度寝が当たり前となってしまい、本来の設定時刻が有名無実化してしまう可能性もある。